# Torneo Competencia 1967
El Torneo Competencia 1967 fue la vigesimaquinta edición del Torneo Competencia. Compitieron los diez equipos de Primera División. El torneo no se definió al quedar empatados en la primera posición Nacional y Peñarol. Por lo tanto el torneo quedó inconcluso. 
La forma de disputa fue de un torneo a una rueda todos contra todos.

## Posiciones
| Puesto | Equipo         | Pts | PJ | PG | PE | PP | GF | GC | Dif |
| ------ | -------------- | --- | -- | -- | -- | -- | -- | -- | --- |
| 1º     | Nacional       | 15  | 9  | 7  | 1  | 1  | 23 | 12 | 11  |
| 2º     | Peñarol        | 15  | 9  | 7  | 1  | 1  | 20 | 10 | 10  |
| 3º     | Danubio        | 13  | 9  | 5  | 3  | 1  | 11 | 6  | 5   |
| 4º     | Cerro          | 10  | 9  | 3  | 4  | 2  | 13 | 19 | -6  |
| 5º     | Defensor       | 8   | 9  | 3  | 2  | 4  | 11 | 15 | -4  |
| 6º     | Racing         | 7   | 9  | 3  | 1  | 5  | 18 | 6  | 12  |
| 7º     | Liverpool      | 6   | 9  | 1  | 4  | 4  | 15 | 20 | -5  |
| 8º     | Sud América    | 6   | 9  | 1  | 4  | 4  | 11 | 17 | -6  |
| 9º     | Rampla Juniors | 5   | 9  | 1  | 3  | 5  | 15 | 19 | -4  |
| 10º    | Fénix          | 5   | 9  | 2  | 1  | 6  | 7  | 20 | -13 |

## Resultados
| Peñarol        | 2-0 | Defensor       |
| Nacional       | 4-2 | Liverpool      |
| Cerro          | 4-1 | Rampla Juniors |
| Danubio        | 1-0 | Sud América    |
| Racing         | 3-0 | Fénix          |
| Racing         | 2-1 | Peñarol        |
| Danubio        | 1-0 | Defensor       |
| Cerro          | 2-2 | Sud América    |
| Nacional       | 4-2 | Fénix          |
| Rampla Juniors | 2-2 | Liverpool      |
| Defensor       | 2-1 | Liverpool      |
| Peñarol        | 2-0 | Sud América    |
| Cerro          | 1-0 | Fénix          |
| Nacional       | 2-2 | Danubio        |
| Racing         | 4-0 | Rampla Juniors |
| Peñarol        | 2-0 | Rampla Juniors |
| Fénix          | 2-1 | Defensor       |
| Liverpool      | 1-1 | Danubio        |
| Nacional       | 1-0 | Cerro          |
| Sud América    | 3-2 | Racing         |
| Peñarol        | 2-1 | Danubio        |
| Nacional       | 3-1 | Sud América    |
| Rampla Juniors | 7-0 | Fénix          |
| Defensor       | 0-0 | Cerro          |
| Liverpool      | 3-2 | Racing         |
| Nacional       | 2-1 | Rampla Juniors |
| Peñarol        | 2-2 | Cerro          |
| Fénix          | 1-1 | Liverpool      |
| Defensor       | 2-2 | Sud América    |
| Danubio        | 2-0 | Racing         |
| Peñarol        | 5-4 | Liverpool      |
| Nacional       | 4-1 | Defensor       |
| Racing         | 2-2 | Cerro          |
| Rampla Juniors | 2-2 | Sud América    |
| Danubio        | 1-0 | Fénix          |
| Cerro          | 2-0 | Liverpool      |
| Peñarol        | 2-1 | Nacional       |
| Defensor       | 3-2 | Racing         |
| Rampla Juniors | 1-1 | Danubio        |
| Fénix          | 2-0 | Sud América    |
| Nacional       | 2-1 | Racing         |
| Danubio        | 1-0 | Cerro          |
| Defensor       | 2-1 | Rampla Juniors |
| Peñarol        | 2-0 | Fénix          |
| Liverpool      | 1-1 | Sud América    |